# Урикоэчеа Наварро, Хуан Агустин
Хуан Агустин Урикоэчеа-Наварро (исп. Juan Agustín Uricoechea Navarro, 28 августа 1824 — 11 сентября 1883) — колумбийский юрист и политик.

## Биография
Родился в 1824 году в Боготе; его отцом был Хуан Антонио Урикоэчеа-Виктория-и-Консепсьон-Сорноса-Пеньальвер. Получил образование в Высшем Колледже Нуэстра-Сеньора-дель-Росарио, в 1842 году Верховный суд присвоил ему степень доктора политических наук.
Преподавал в Высшем Колледже Нуэстра-Сеньора-дель-Росарио, был там профессором, заместителем ректора и ректором. Несколько раз избирался в Палату представителей и Сенат. В 1863 году в качестве делегата от Боготы участвовал в Конвенции в Рионегро, где была принята Конституция Колумбии 1863, преобразовавшая страну в Соединённые Штаты Колумбии. В 1861—1864 годах и в 1867 году был генеральным прокурором страны; в этой должности исполнял обязанности главы государства, когда президент Москера был вынужден лично отправиться на войну с Эквадором. Был послом во Франции, Великобритании и США.

### Смерть
Скончался в Боготе 11 сентября 1883 года в возрасте 59 лет. Похоронен в часовне Бордадита в центре Боготы.